# حسین دلیر
حسین دلیر (زاده ۱۳۲۴، سبزوار) یک کارگردان ایرانی است.

## زندگی‌نامه
حسین دلیر متولد ۱۳۲۴ سبزوار، خدمت سربازی را در سال‌های ۴۴و ۴۵ در روستای دادوکلای ساری به عنوان سپاهی دانش گذرانده و فارغ‌التحصیل از مدرسه عالی سینما و تلویزیون و Miami Dade Community College, فلوریدا
کارشناسی سینما از دانشگاه ایالتی نیویورک)SUNY Purchase. است. وی فعالیت سینمایی خود را با کارگردانی فیلم‌های کوتاه آغاز کرد.
این خبر در روزنامه اعتماد ملی آمده بود: حسین دلیر مستندساز و کارگردان سینما که روز شنبه ۳۰ خردادماه ۸۸ از منزل خود خارج شده تاکنون به منزل بازنگشته و خبری از او در دست نیست.
بنا به این گزارش، این کارگردان و مستندساز آخرین بار ساعت ۱۵:۳۰ بعدازظهر روز شنبه بعد از گذاشتن وسایل خود از منزل خارج و از آن لحظه تاکنون ناپدید شده‌است. تلاش‌های خانواده وی برای پیگیری وضعیت او هم به جایی نرسیده است. او که هنگام ترک خانه یک دوربین عکسبرداری معمولی به همراه داشته، گویا در خیابان مشغول عکسبرداری بوده‌است. خانواده دلیر در مراجعت به پلیس امنیتی، دادگاه و زندان اوین جویای وضعیت او شده‌اند اما مسوولان مربوطه از وضعیت این مستندساز ابراز بی‌اطلاعی کرده‌اند. همچنین مراجعت خانواده او به خانه سینما و انجمن مستندسازان برای پیگیری وضعیت وی به جایی نرسیده و این دو نهاد صنفی هم ابراز بی‌اطلاعی کرده‌اند. لازم به ذکر است وی پس از مدت سه هفته آزاد و به آغوش خانواده اش بازگشت.

## فیلم‌شناسی
- کارگردانی:
  - سایه خیال (۱۳۶۹)
  - گردو (۱۳۶۶)
  - شیفت نیمه شب(۱۳۹۵)
- دستیار کارگردان:
  - طائل (۱۳۶۳)
  - مرگ سفید (۱۳۶۲)

- بازیگر
  - ۵۳ نفر
  - ابلیس (فیلم)
  - شیفت نیمه شب(۱۳۹۵)

نویسنده:
- - گردو (۱۳۶۶)
- تهیه‌کننده:
  - سایه خیال (۱۳۶۹)
- مدیر تولید :
  - گریز ازشهر (۱۳۶۴).[۱]

## پی‌نوشت
1. 1 2  اطلاعات شخص در پایگاه سوره سینما